# Enfocus PitStop Pro
Enfocus PitStop Pro（エンフォーカス ピットストップ プロ）は Enfocus（本社：ベルギー）が開発した、Portable Document Format(PDF) ファイルを検査・編集する Adobe Acrobat 用プラグインである。

## 機能概要
主に PDF ファイルを印刷用に加工するため機能を有しており、塗り足しの作成、ページサイズの変更、色変換などの機能をもつ。
PitStopには PDFファイルをプリフライトする機能も搭載されており、プリライトの検査に加え自動修正の設定も行える。そのプリライトエンジンは OEM として大日本スクリーンや Agfa などのプリプレスベンダーにも提供されている。
また、PitStopはアクションリストを利用した自動化処理機能があり、ページ数の多いファイルでも、必要なところだけ変更することができる。このアクションリストを使うことで、デフォルトで用意されていない検査項目を独自に作成することもできる。

## 販社
日本ではソフトウェア・トゥーが販売代理店となっている。